# Ashford (borough)
Pour les articles homonymes, voir Ashford (homonymie).
Ashford est un district non-métropolitain et un borough situé dans le comté du Kent, en Angleterre. Son conseil est basé dans la ville de Ashford.
Le borough a été formé le 1er avril 1974.

## Liste des 42 paroisses constituant le district
- Aldington
- Appledore
- Bethersden
- Biddenden
- Bilsington
- Bonnington
- Boughton Aluph
- Brabourne
- Brook
- Challock
- Charing
- Chilham
- Crundale
- Eastwell
- Egerton
- Godmersham
- Great Chart with Singleton
- Hastingleigh
- High Halden
- Hothfield
- Kenardington
- Kingsnorth
- Little Chart
- Mersham
- Molash
- Newenden
- Orlestone
- Pluckley
- Rolvenden
- Ruckinge
- Sevington
- Shadoxhurst
- Smarden
- Smeeth
- Stanhope
- Stone cum Ebony
- Tenterden
- Warehorne
- Westwell
- Wittersham
- Woodchurch
- Wye with Hinxhill